# Diam’s
Diam’s, настоящее имя Мелани Жоржиад (фр. Melanie Georgiades; 25 июля 1980) — французская рэп-исполнительница, одна из немногих профессиональных женщин MC на преимущественно мужской французской сцене, легко получившая признание рэп-фанов так же как и уважение профессионалов в музыкальной индустрии и среди равных исполнителей. Она приняла ислам в конце 2008 года после изучения и чтения Корана.

## Вступление
Diam’s родилась в Никосии (столице Кипра) 27 июля 1980 года в интернациональной семье — отец с Кипра, мать француженка. Diam’s с матерью прожили на Кипре недолго. Когда Мелани было 4 года, их бросил отец, и мать с дочерью уехали во Францию.
Мелани росла на тихой окраине Orsay, что на 20 км южнее Парижа, среди скучных одноэтажных домов с опрятно выстриженными лужайками. Убегая от домашнего эстетствования и материнской опеки, она начала искать стимул вдали от дома, там где рэп движение было в сердце жизни подростков. Музыкальные вкусы Мелани в то время были разнообразными, например, Goldman, Cabrel, и Dance Machine. Она была большим фаном известной поп-звезды Francis Cabrel, но так же любила творчество групп Supreme NTM (которые произвели на неё большое влияние) и Public Enemy. Вдохновленная услышанным, Мелани начала писать собственные песни. Свой псевдоним Мелани придумала из словарного определения алмаза — «предмет роскоши и красоты, в виде чистого минерала. Самый твёрдая субстанция известная человеку, которая может быть порезана только другим алмазом»

## 1995: Первая группа
К тому времени, как ей исполнилось 15 лет, её сценическое имя стало известным на рэп-сцене в пригороде Парижа, она выступала вместе с разными группами, такими как Instances Glauques. Несмотря на то что на рэп-сцене доминировали мужчины, и мужское превосходство было непоколебимым, ухитрилась добиться места на сцене для себя и для других талантливых молодых девушек рэперов.
В 1997 году познакомилась с Yannick из группы Mafia Trece, приняла участие в записи 2 треков из альбоме «Cosa Nostra» этой группы в 1998.
Тогда ещё не достигшая восемнадцатилетия, Diam’s столкнулась с рядом проблем, невозможностью подписать контракт с звукозаписывающими лейблами, и её сотрудничество с группой приближалось к концу. Она продолжала участвовать как гость в записях других групп. Так, в 1998 она появилась на компиляции «Le groove prend le maki» вместе Les Neg Marrons. Diam’s также участвовала в антирасистском туре «Sachons dire non», а также на фестивале XXL в Bobigny. За 1998—1999 годы Diam’s приняла участие в 50 выступлениях несмотря на то что у неё не было менеджера или другой формы профессиональной поддержки.

## 1999: Сольная карьера
В 1999 Diam’s познакомилась с другим знаменитым человеком на локальной рэп сцене — рэп композитором и продюсером по имени Black Mozart.
Благодаря ему наконец-то у неё появилась возможность развития карьеры артиста. Работая в закрытом сотрудничестве с Black Mozart, она записала свой дебютный трек «Premier mandat». Альбом вышел на независимом лейбле Reel Up, с участием американцев Khrist и Heather B, и французов Mr R., Driver and Vibe. Несмотря на участие в альбоме известных гостей, альбом не пользовался популярностью и был признан коммерческим проектом.
Не обращая внимания на неудачу с первым альбомом, Diam’s продолжала работать дальше. Она продолжала делать своё дело на французской рэп сцене, которая медленно принимала женщин МС. Diam’s превратилась из девочки-сорванца в созревшую женщину.
Следующим серьёзным шагом в карьере Diam’s было сотрудничество с менеджером по имени Choukri.
В 2000 Diam’s появился трек на сборнике «HipHopee», записанный с идолом её детства Francis Cabrel. Чуть позже был записан совместный трек с известной рэп исполнительнецей Lady Laistee, песня была очень популярна и называлась «Un peu de respect». Так же были записаны дуэты с Kanmouze и Jongo Jack в песне «Promise».
Известность Diam’s начала быстро распространяться благодаря появлению её имени в альбомах известных исполнителей, а также благодаря онлайн рэп передаче на местном радио. В 2001 году её трек «Suzy» вышел на сборнике «Original Bombattack» и ознаменовал новый этап в её карьере.

## 2003: «Brut de femme»
2002 год для Diam’s ознаменовался переходом в высшую лигу — из андеграунда в мейнстрим, и был знаменателен подписанием контракта с звукозаписыважщим лейблом EMI в апреле 2000. Diam’s взялась с охотой за запись двухтрекового винила (треки «Pogo» и «1980»), и как раз релиз её долгожданного второго альбома был отменён из-за внутренних прений в EMI.
Второй альбом «Brut de femme» увидел свет на лейбле Hostile 27 мая 2003 года. Он был более автобиографичен чем первый, и так же затрагивал ряд проблем, такие как брачные конфликты, отсутствие отца, положение женщины в трущобах.
Альбом был хитом продаж — 250 000 копий. И к тому же сингл «DJ» очень быстро поднял Diam’s на вершины чартов, сингл был главным хитом лета 2003 и продажи его быстро возросли до 700 000 копий. Фан клуб Diam’s увеличился после того как один из её треков попал на саундтрек к фильму Такси 3.

## 2004: Best Rap/Hip hop Album of the Year
20 октября 2003 года состоялось крупное шоу Diam’s на известном парижском L’Elysee Montmartre.
20 января 2004 уже устраивала шоу в Le Bataclan.
Diam’s получила признание своих работ в виде награды за лучший рэп/хип-хоп альбом 28 февраля 2004 года.
В 2004 Diam’s записала совместный трек в альбоме Kery James’s — «Savoir et vivre ensemble».
3 ноября 2004 года вышел в свет первый DVD с её живым выступлением.
В феврале трек Diam’s появился на сборнике «Illicite projet», представляя «сливки из сливок» (фр. crème de la crème) французского хип-хоп движения (включая 113, Ministère Amer and Disiz la Peste).
После этого в очередной раз запершись в студии, начала работать над третьим альбомом.
В декабре выходит в свет компиляция DJ Dimé «Les 10 ans d’une Diam’s».

## 2006: «Dans ma bulle»
6 февраля вышел в свет третий альбом «Dans ma bulle», и моментально стал лидером всех чартов во Франции. Этот альбом в сравнении с предыдущим, показал Diam’s уже как звезду.

## Дискография
С официального сайта
- Альбомы
  - «DANS MA BULLE» (2006)
  - «BRUT DE FEMME» (2003)
  - «PREMIER MANDAT» (2003)
- Синглы
  - «LA BOULETTE» (2006)
  - «INCASSABLE» (2003)
- DVD
  - «MA VIE / MON LIVE» (2004)

С других источников
- Синглы
  - «DJ» (2003)
- DVD
  - Dans Ma Bulle [Bonus DVD] (2006)[1]